# Bullia laevissima
Bullia laevissima, tên tiếng Anh: fat plough shell, là một loài ốc biển, là động vật thân mềm chân bụng sống ở biển thuộc họ Nassariidae.